# Isidor Trier
Isidor Ferdinand Trier (7. marts 1871 i København – 26. juli 1958 i Gentofte) var en dansk jurist og landsretssagfører, bror til Sophie Trier. Hans anden søster Mathilde var gift med Carl Th. Zahle.
Trier var søn af apoteker Jacob Frederik Trier (1829-1903) og Mariane Koppel (1840-1922). Han blev cand.jur. 1894 og virkede som overretssagfører i København fra 1898. Medlem af bestyrelsen for Ole Thorups Stiftelse og Vesterbros Asylselskab samt af repræsentantskabet for Borgervennen af 1788. Han var sekretær og regnskabsfører ved De Spannjerske Legater.
Trier var jøde, og under besættelsen måtte han i 1943 flygte til Nordjylland og leve under et dæknavn, "Ole Svendsen" indtil befrielsen. Inden da havde han levet i skjul hos arkitekt Helge Finsen og hustru.
Han havde fire børn, heriblandt Karen Trier Frederiksen.